# Дворец Зичи (Будапешт)

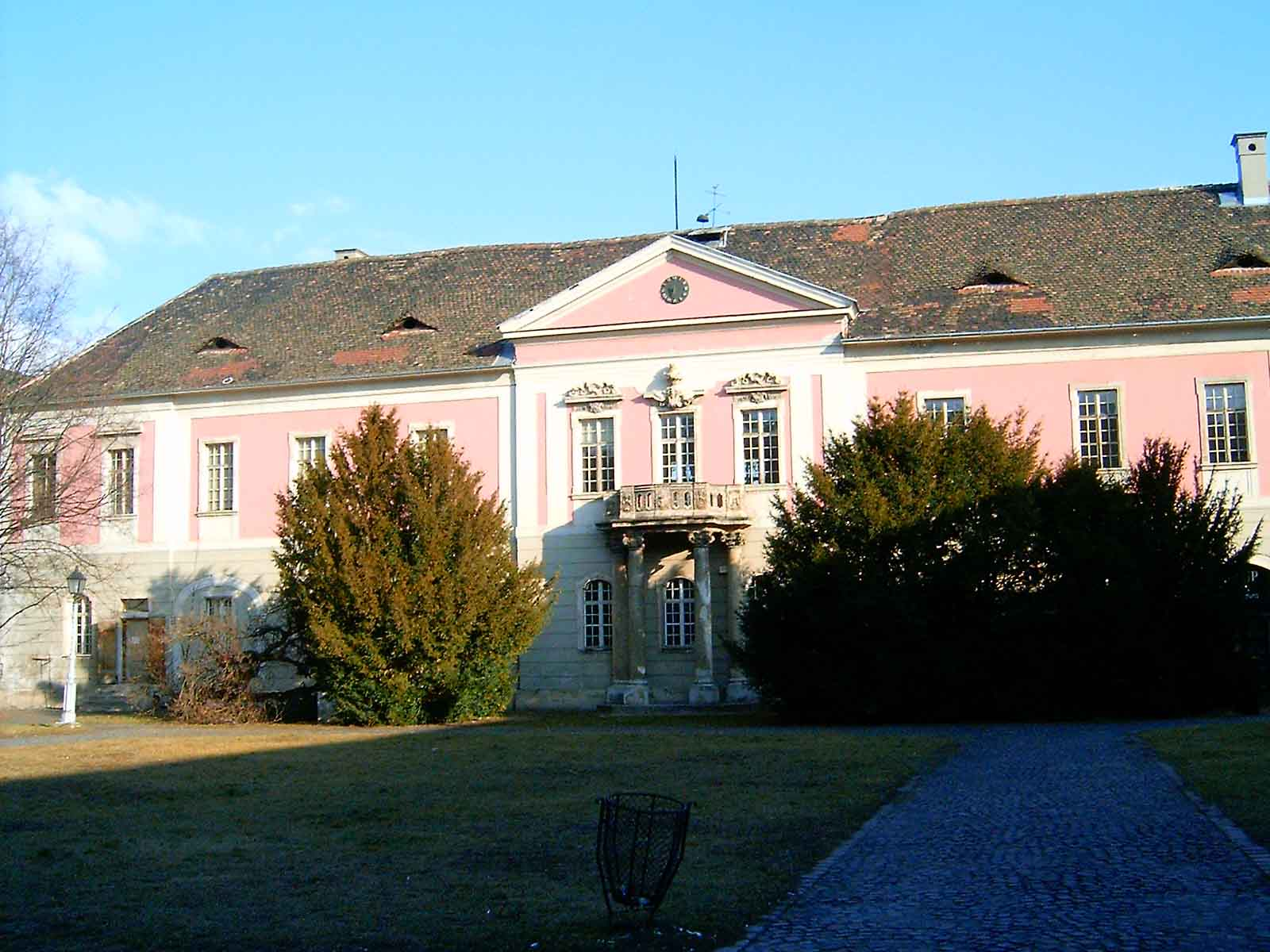
Дворец Зичи в Обуде

Дворец Зи́чи в Будапеште (венг. Zichy-kastély) — двухэтажное здание в стиле барокко в будапештской Обуде, построенное для графа Миклоша Зичи в 1746—1757 годах архитектором Хенриком Яношем Егером. Главное здание и часовня украшены прекрасными фресками.
В настоящее время во дворце располагаются культурный центр и три музея: Музей Лайоша Кашшака, Музей Виктора Вазарели и Обудайский музей. В Музее Кашшака работает экспозиция, посвящённая творчеству этого художника-авангардиста и поэта в 1915—1967 годы. В новую постоянную выставку музея входят экспонаты, рассказывающие о венгерском искусстве XX века. Обудайский музей хранит документы и предметы истории Обуды начиная с римского периода и до XX века, среди которых особо выделяются кованые украшения старых обудских домов, а также предметы их интерьеров периода сецессиона.
Здание дворца было разрушено во время Второй мировой войны, процесс реставрации затянулся до 1974 года. В летнее время во дворце проходят различные оперные постановки.